# Miedziane Ławki

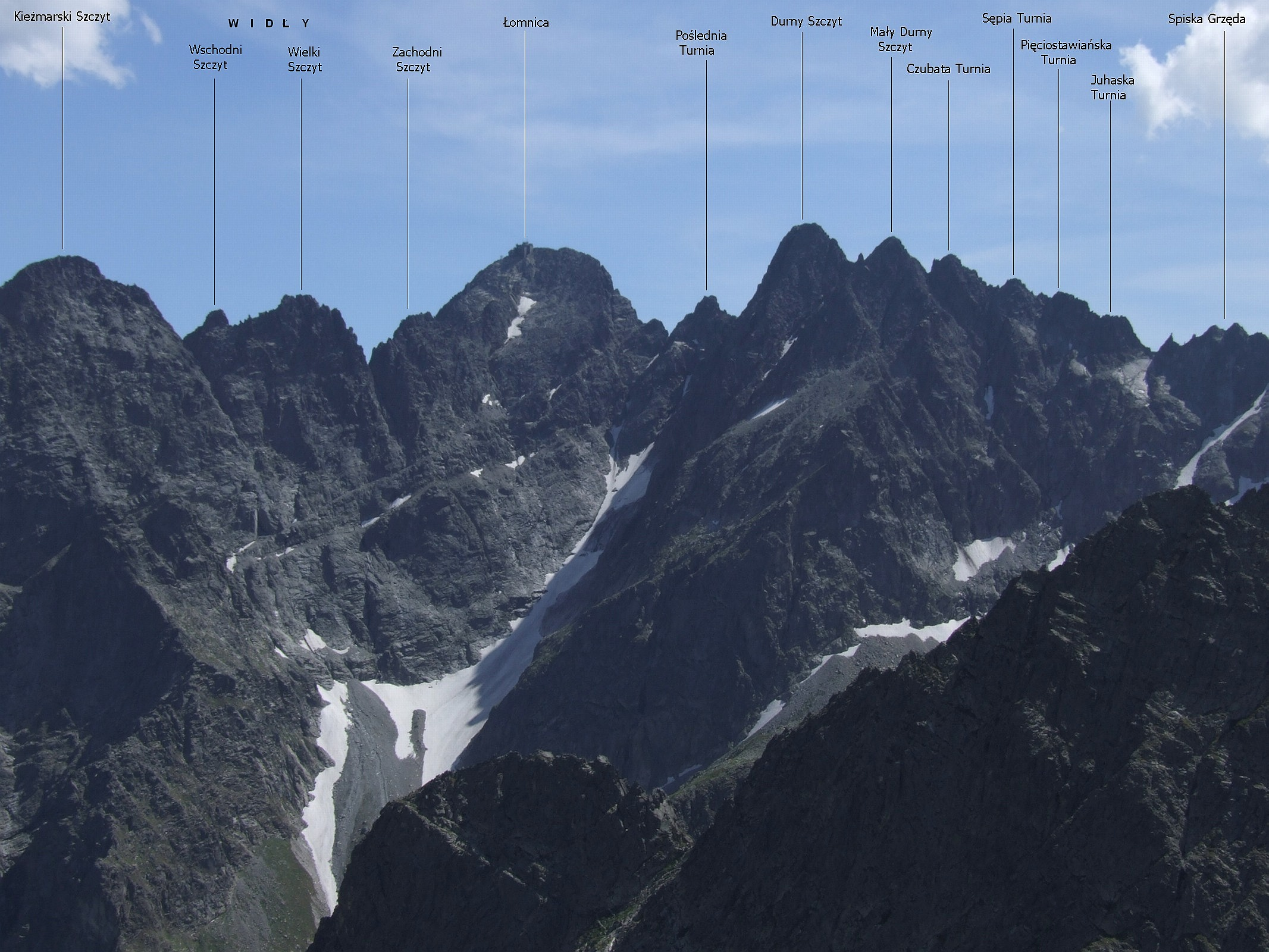
Miedziane Ławki, widok z Jagnięcego Szczytu

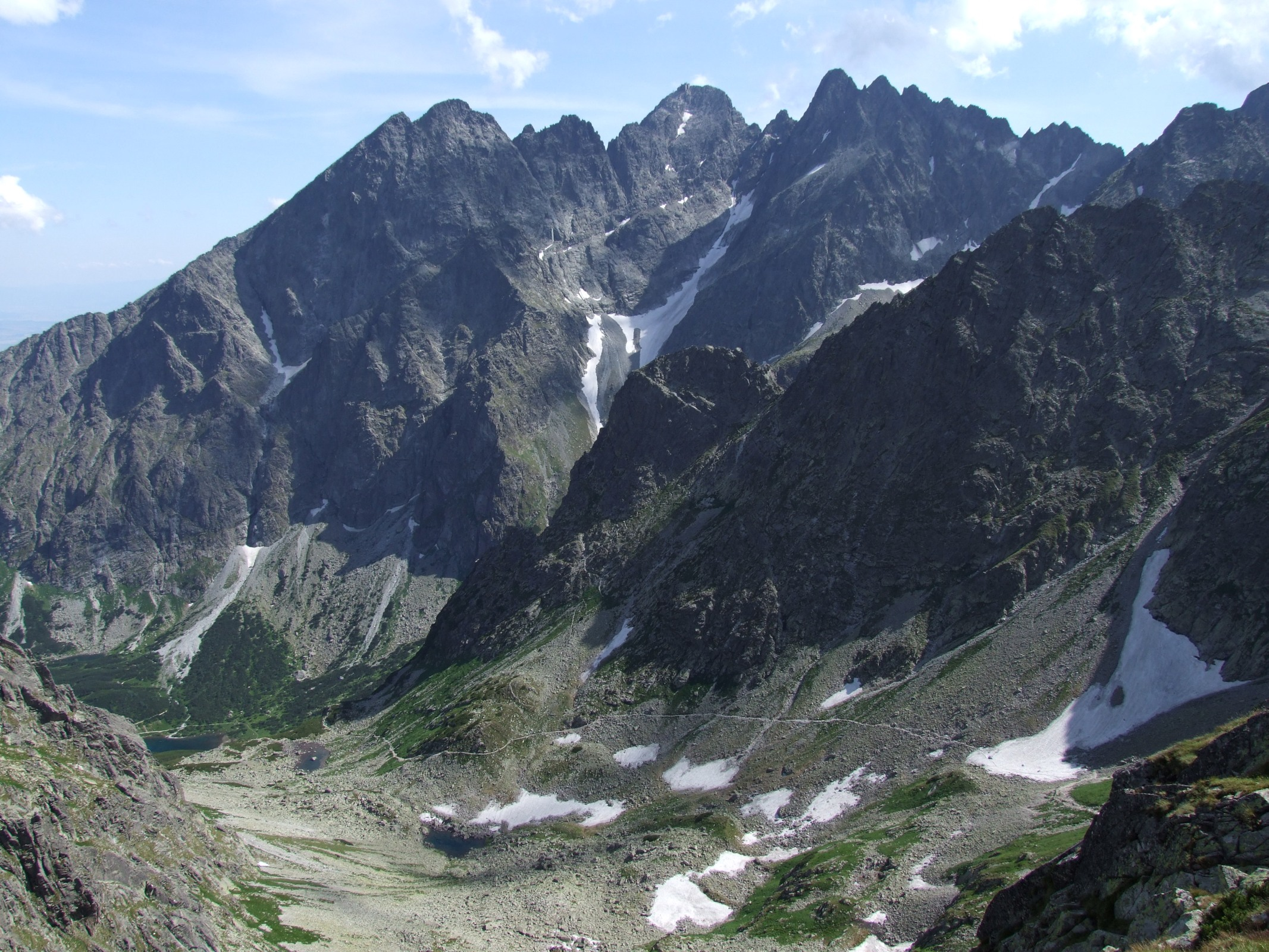
Miedziane Ławki widoczne jako dwie skośne rysy

Miedziane Ławki (słow. Medené lávky, niem. Kupferbänke, węg. Rézpadok) – dwa długie i piarżyste zachody w północnych ścianach Kieżmarskiego Szczytu, Wideł i Łomnicy w słowackich Tatrach Wysokich. Położone są ponad Miedzianą Kotliną, pod nimi znajduje się Miedziany Śnieżnik – nigdy nie topniejący płat śniegu (tzw. śnieżnik).
Oba zachody – Niżnia Miedziana Ławka (Dolná Medená lávka) i Wyżnia Miedziana Ławka (Horná Medená lávka) – zaczynają się w Miedzianym Ogródku (ok. 2195 m), będącym kociołkowatym rozszerzeniem północno-zachodniego żlebu Wyżniej Kieżmarskiej Przełęczy. Stamtąd wznoszą się łagodnie w kierunku południowo-zachodnim. Niżnia Miedziana Ławka prowadzi początkowo na piarżysty i spłaszczony wierzchołek Miedzianej Kazalnicy (ok. 2300 m), znajdujący się w linii spadku Przełęczy w Widłach, po czym lekko obniża się, a następnie biegnie poziomo. Przed osiągnięciem Miedzianego Potoczka rozdwaja się, a obie odnogi dochodzą do żlebu zbiegającego z Pośledniej Przełączki. Szerokość zachodu wynosi na ogół 1,5–3 m, najszerszy jest on za Miedzianą Kazalnicą. Wyżnia Miedziana Ławka jest na ogół węższa, a za linią spadku Kieżmarskiej Przełęczy występuje przerwa w zachodzie, której przebycie wymaga asekuracji liną. Początkowo biegnie skośnie do Niżniej Miedzianej Ławki, w środkowej części równolegle do niej w odległości 35 m, po czym znów oddala się, dochodząc tuż pod Przełączkę pod Łomnicą.
Nazwa Miedzianych Ławek pochodzi stąd, że w XVIII wieku (być może nawet wcześniej) górnicy wydobywali na nich rudy miedzi, poszukiwali także złota. Były to prace finansowane przez kieżmarską rodzinę szewców o nazwisku Fabri (Fabry). Górnicy do tej wyczerpującej i bardzo niebezpiecznej pracy wychodzili wprost z Doliny Dzikiej lub przez Niemiecką Drabinę. Stanisław Staszic, który w 1805 jako jeden z pierwszych turystów zdobył Łomnicę i spędził na niej noc, pisał: ... zastałem tu kilka osób pracujących nad dobywaniem żyły cynobru i miedzi. Praca ta dwa, a najdalej trzy miesiące do roku tylko trwać może. Górnicy tu nocować nie mogą dla wielkiego zimna i dla braku wszelkiego drzewa. Schodzą przeto codziennie z góry na dół, aż do zielonej wody. Penetrowali ten rejon także poszukiwacze skarbów, ich głosy słyszał w 1793 Robert Townson, który jako pierwszy odnotowany turysta wszedł na Łomnicę (prawdopodobnie wcześniej od niego był na niej Jakob Fabri senior, ale brak na to dowodów).
Obecnie przez Miedziane Ławki prowadzą drogi wspinaczkowe dla taterników i jedna ze ścieżek dojściowych na Łomnicę (nie najłatwiejsza). Dla turystów jest to rejon niedostępny.